# Colias cocandica
Colias cocandica är en fjärilsart som beskrevs av Ershov 1874. Colias cocandica ingår i släktet Colias och familjen vitfjärilar. Inga underarter finns listade i Catalogue of Life.

## Bildgalleri

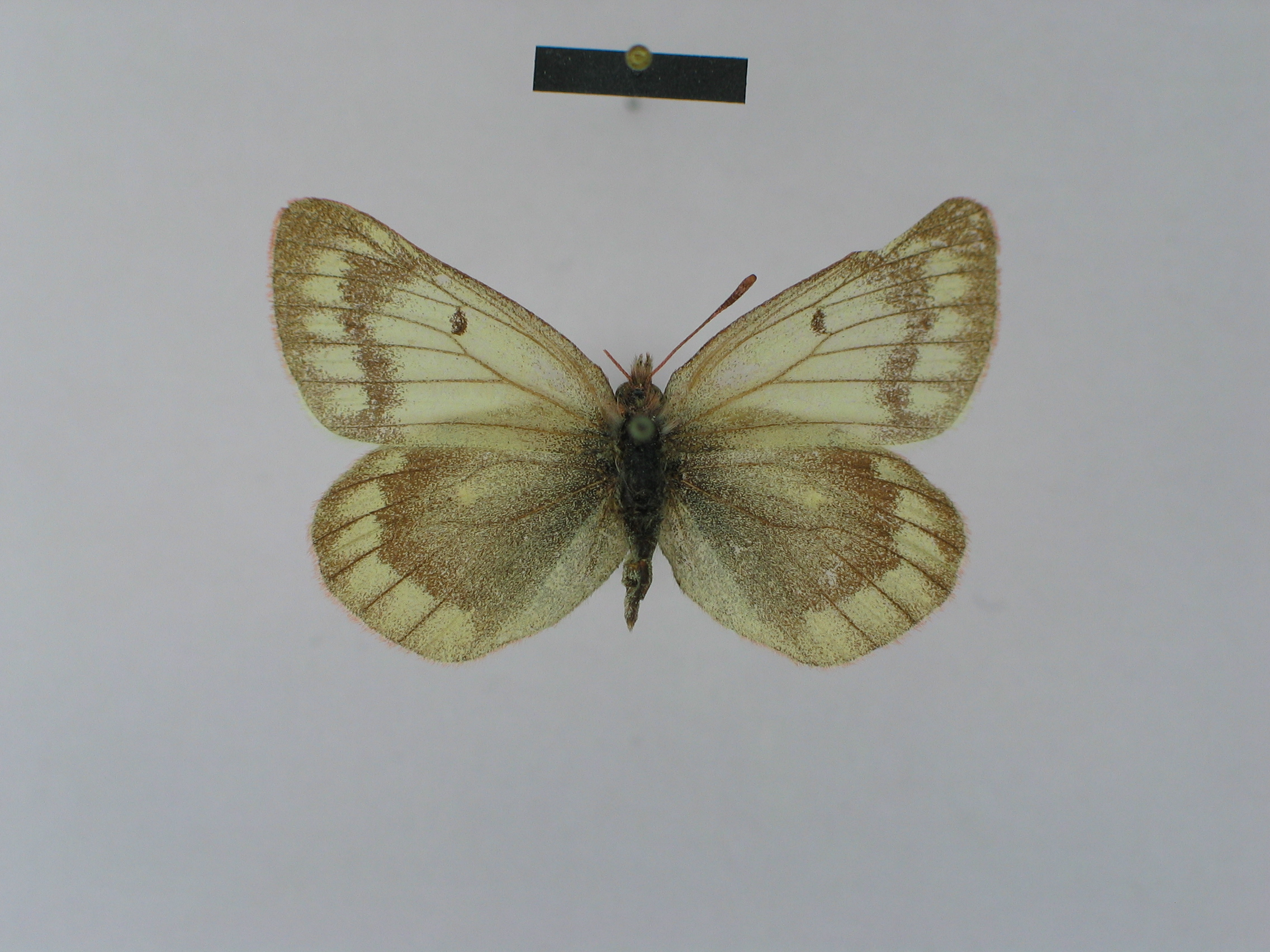
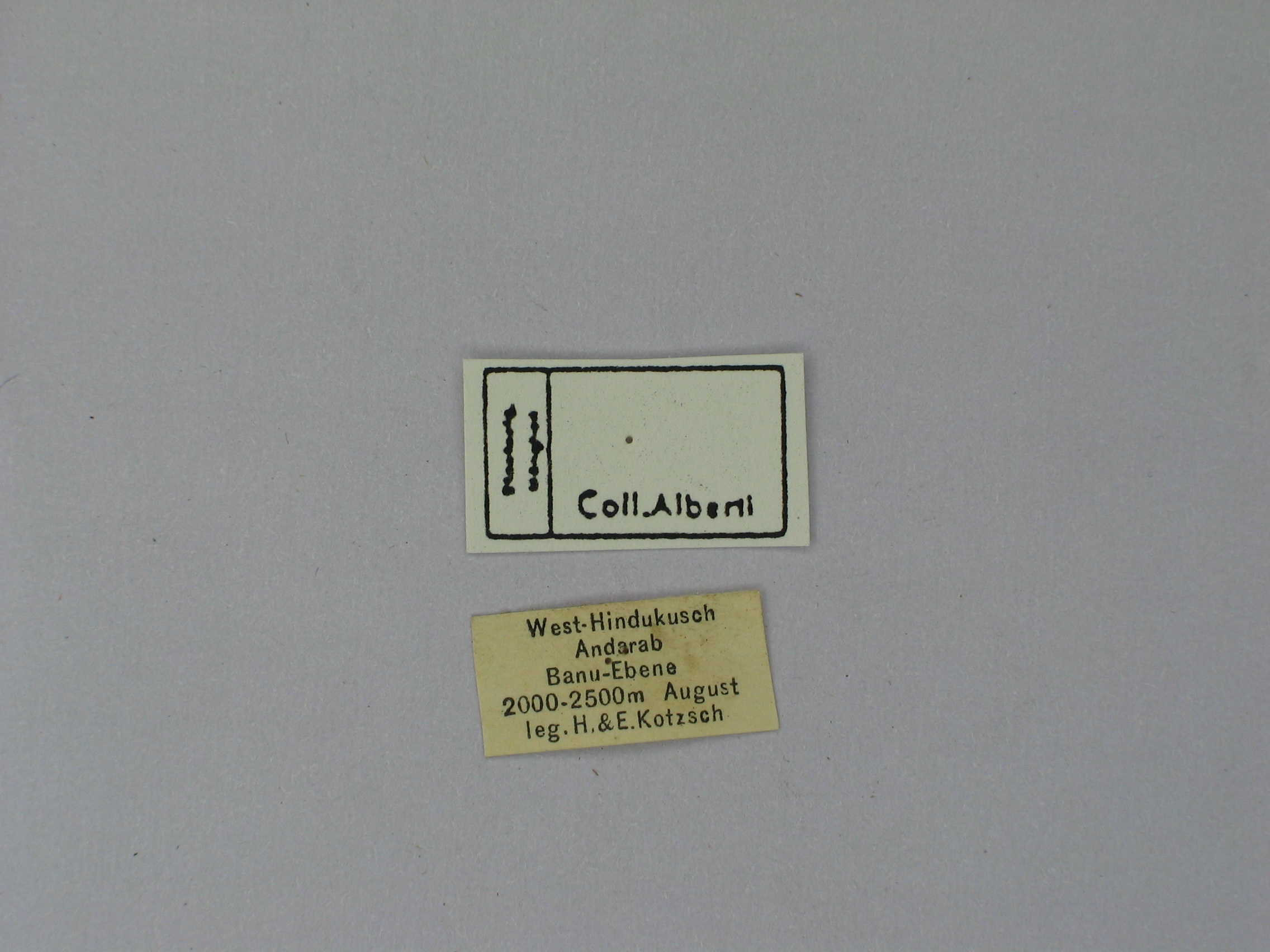
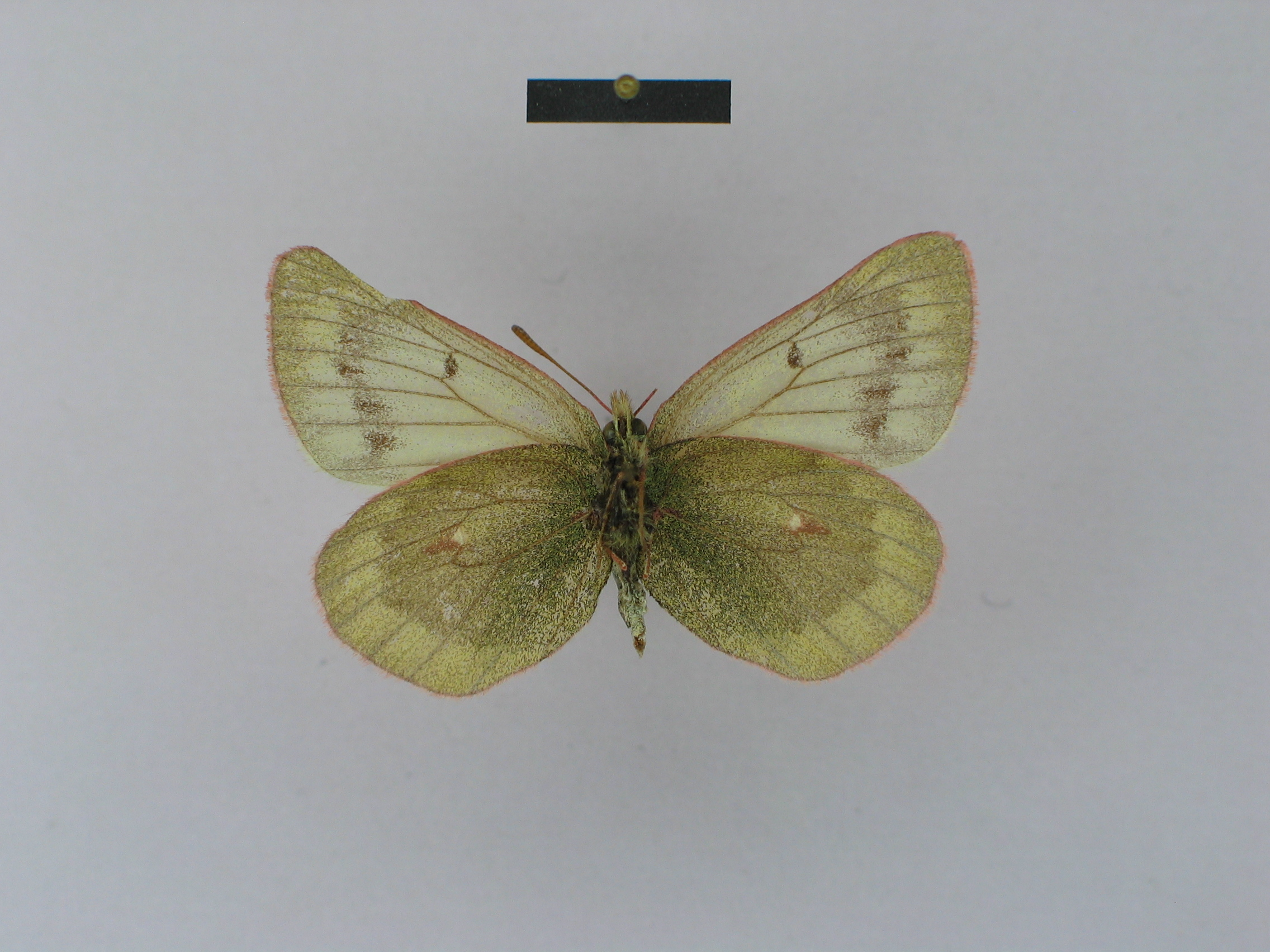
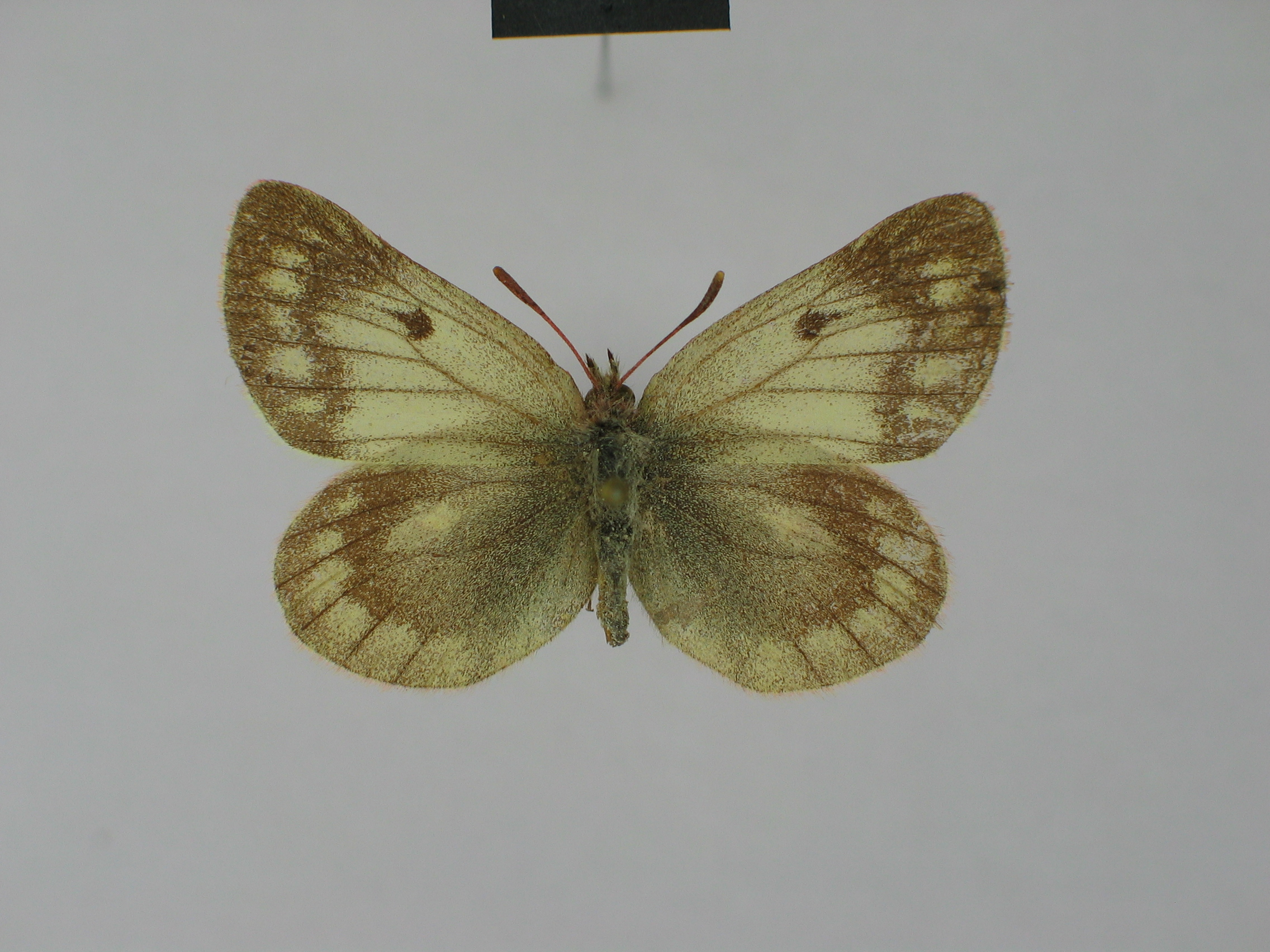
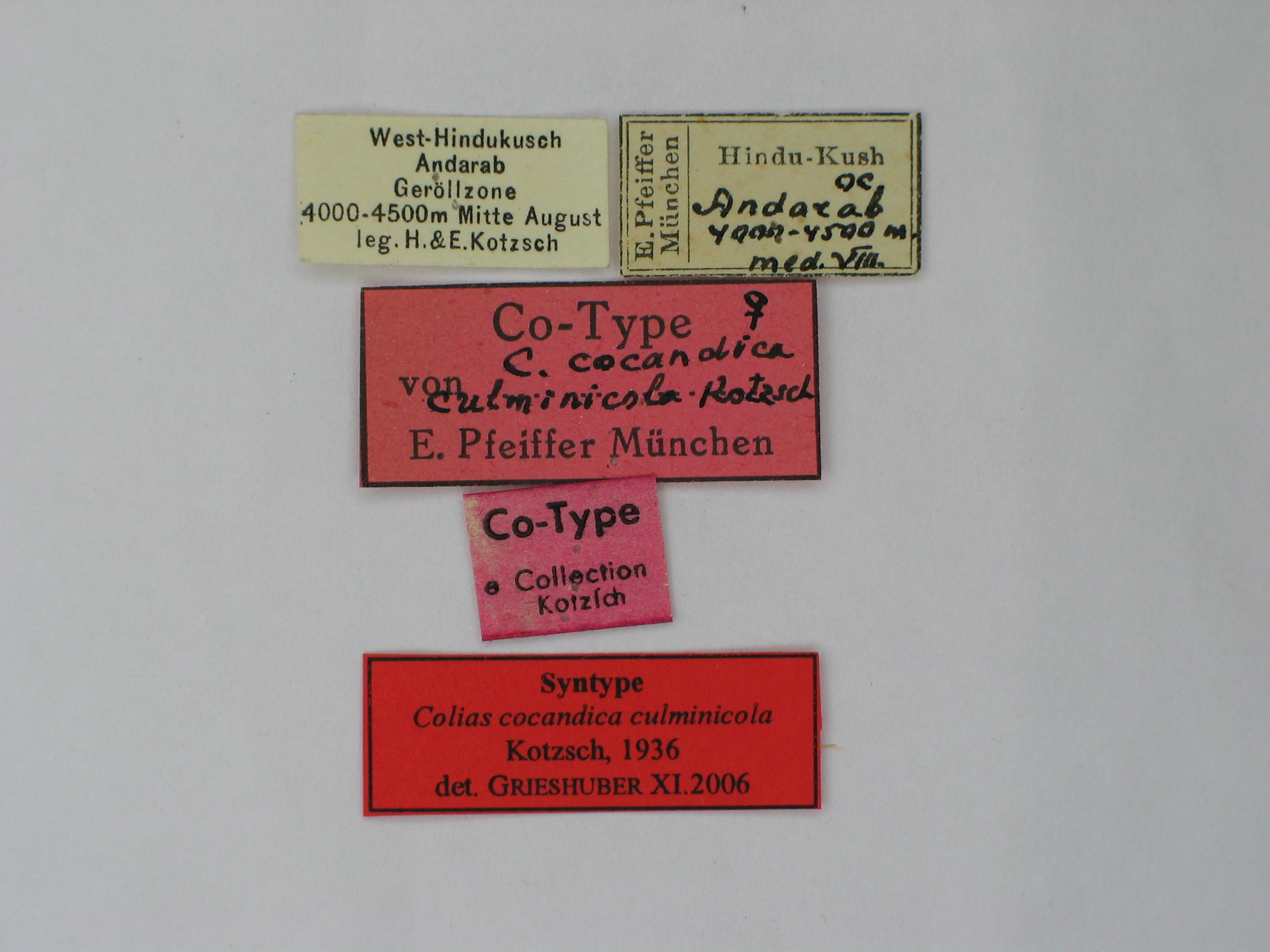
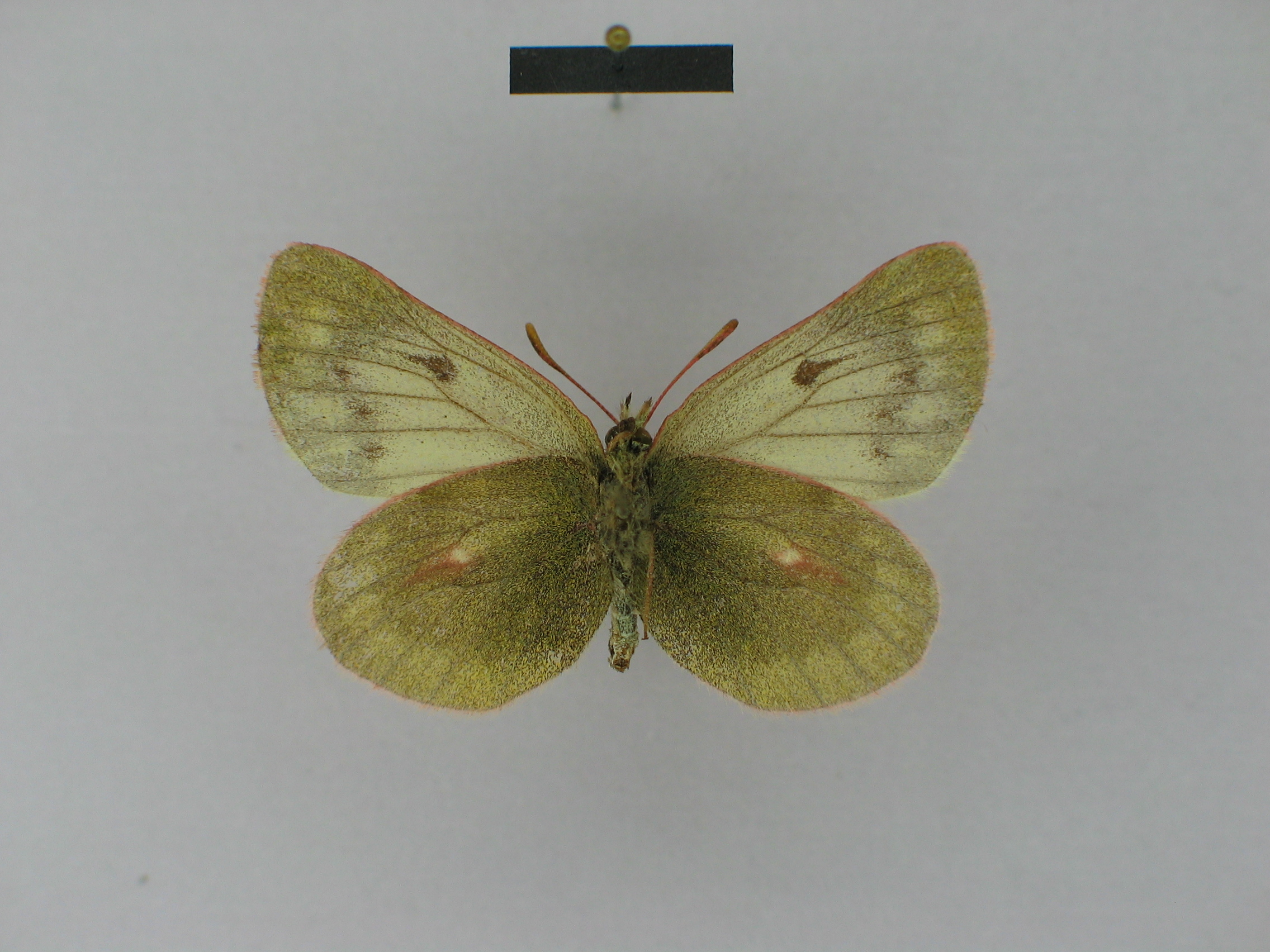